# Вулиця Пирогова (Київ)
Ву́лиця Пирого́ва — вулиця в Шевченківському районі міста Києва, місцевість Афанасівський яр. Пролягає від вулиці Богдана Хмельницького до бульвару Тараса Шевченка.

## Історія

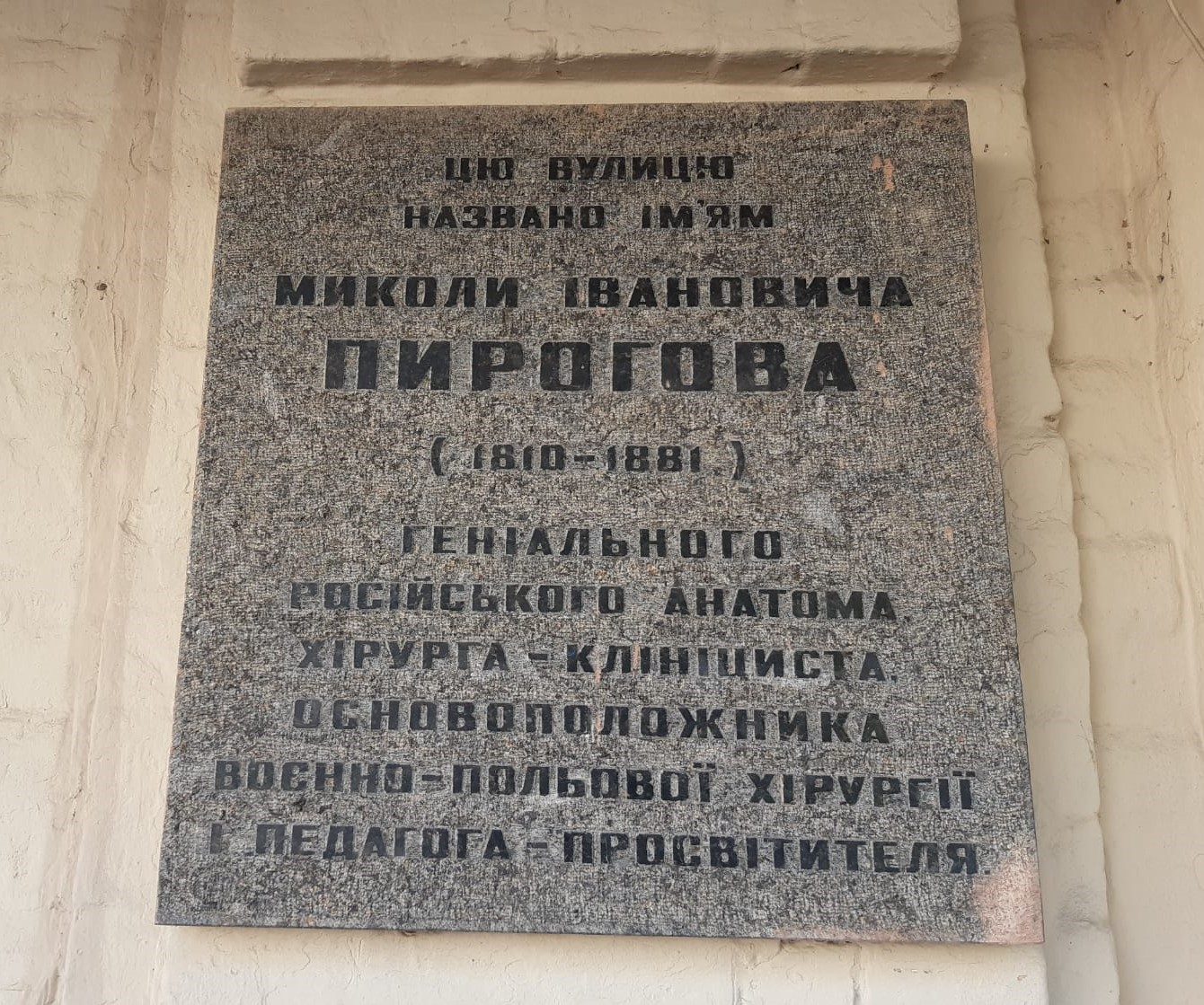
На меморіальній дошці Миколу Пирогова названо «геніальним російським анатомом»

Вулиця відома з 50-х років XIX століття, мала назву Больнична. Назва була пов'язана з лікарнею, до якої входила вулиця, прокладена поряд із Анатомічним театром.
1869 року набула назву Пироговська, на честь Миколи Пирогова — видатного українського та російського хірурга, анатома та педагога. Сучасна назва вживається з 1970-х років (офіційного перейменування не було).

## Будівлі
- № 2 — Житловий будинок співробітників Наркомгоспу УРСР (1938; архітектор Г. Шлаканьов);
- № 7-а —Національний інститут стратегічних досліджень;
- № 9 — Національний педагогічний університет імені Михайла Драгоманова;
- № 9 — Наукова бібліотека Національного педагогічного університету імені М. П. Драгоманова

## Цікаві факти
У будинку № 6 1902 року було відкрито першу в Києві станцію швидкої медичної допомоги.

## Зображення

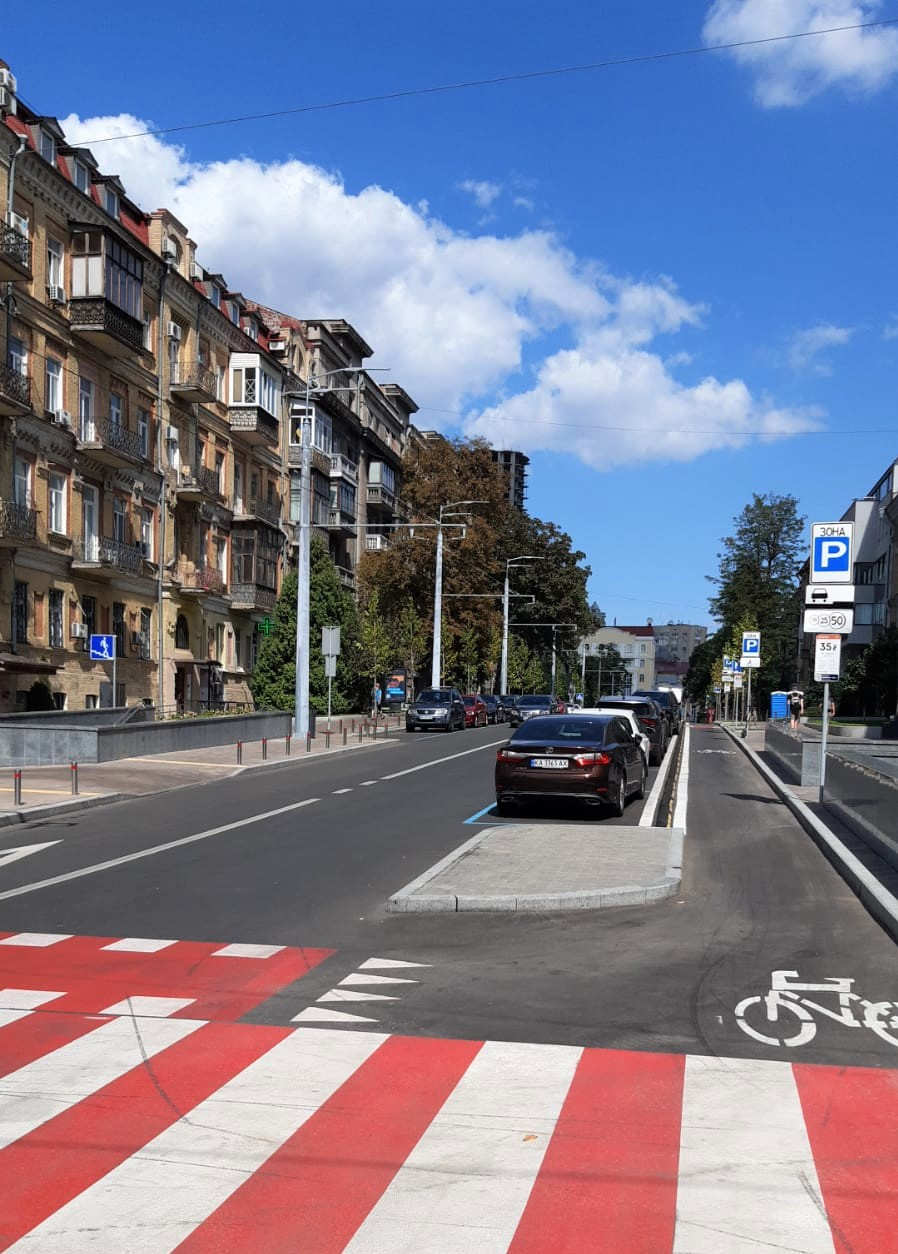
Після реконструкції. Вигляд від станції метро «Університет», 2023 р.

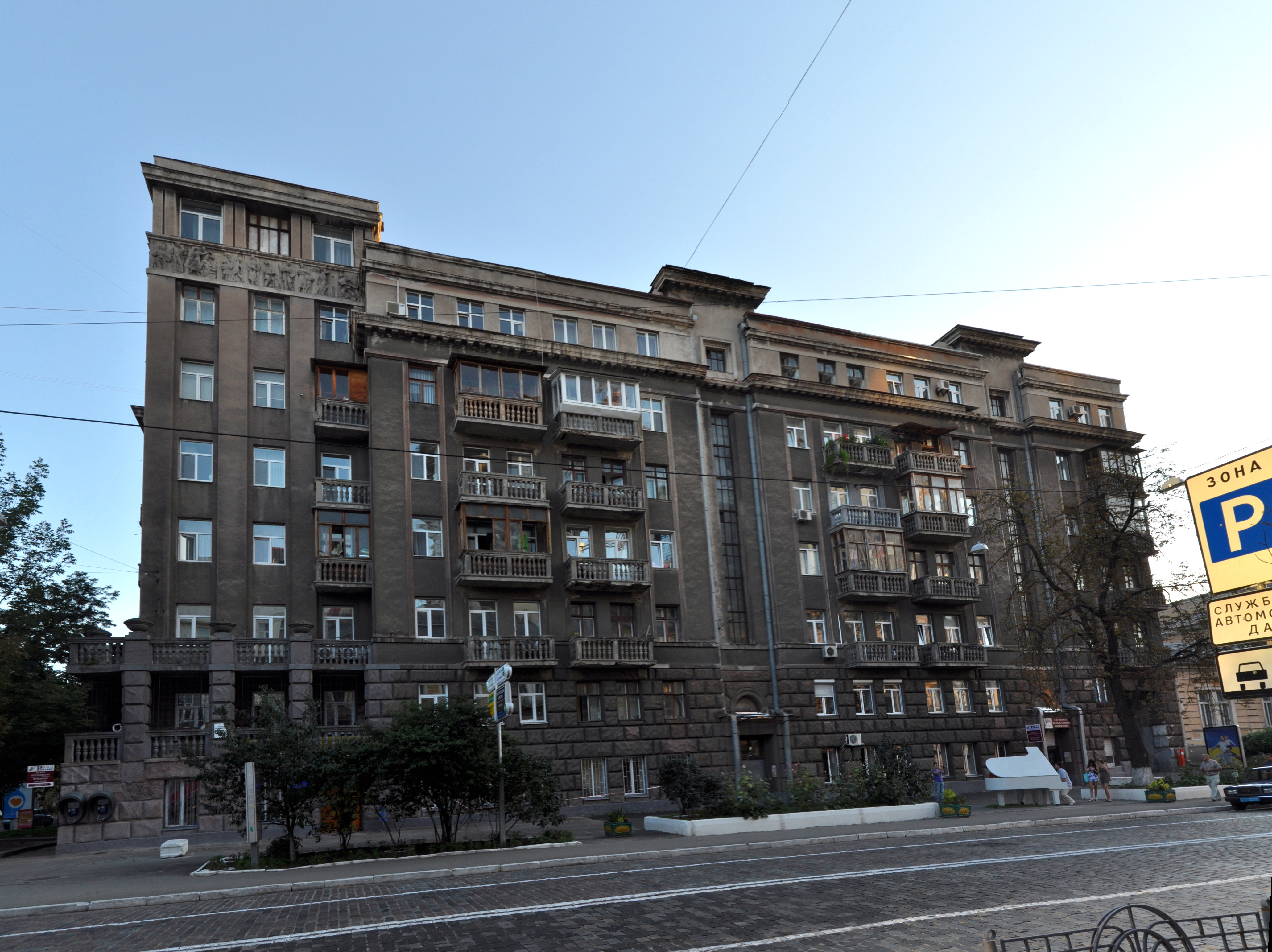
Житловий будинок співробітників Наркомгоспу УРСР
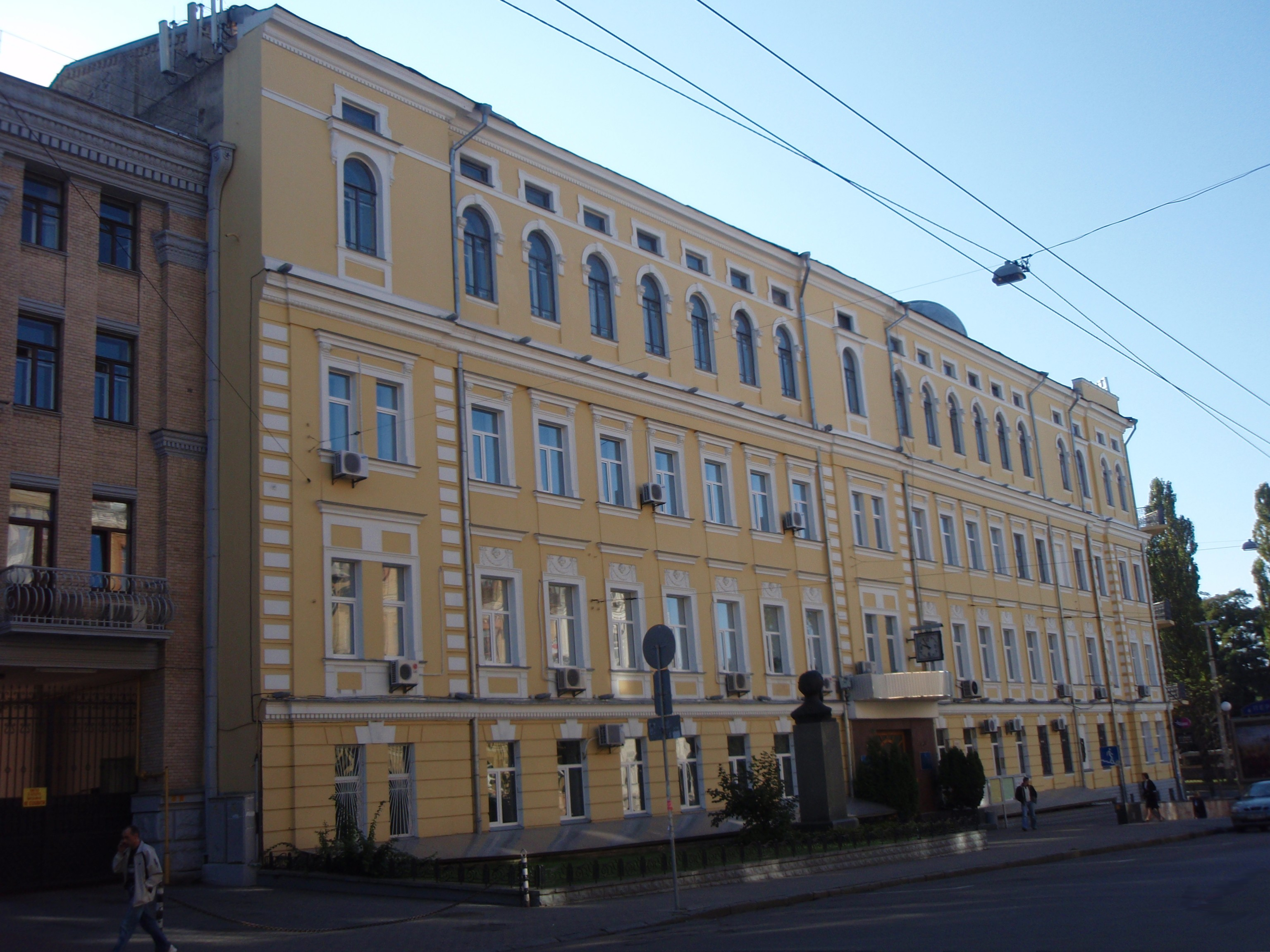
Будівля головного корпусу педагогічного університету